# Monogramista M.S.
M.S. – monogram, jakim sygnowało swoje prace co najmniej czterech niezwiązanych ze sobą artystów aktywnych w XVI wieku. Ich tożsamość nie została ustalona, dlatego w literaturze wszyscy oni umownie określani są jako „Monogramiści M.S.”
Pierwszy z nich aktywny był w latach 1530–1550/1551. Artystę tego wyodrębnił dyrektor westfalskiego Muzeum Nauki i Sztuki w Münster, Max Geisberg (1875–1943). Pierwsze drzeworyty artysty pochodzą z 1534 roku i ilustrowały pierwsze pełne wydanie Biblii Lutra. Artystę niekiedy utożsamiano z Melchiorem Schwarzenbergiem lub z Martinem Schaffnerem. Artysta ten mógł być również jednym z czeladników w warsztacie Cranacha, gdzie owe drzeworyty prawdopodobnie powstały. Pracował dla drukarza Luffta w Witenberdze. Jedna z kart Biblii z dwoma grafikami mistrza M.S. znajduje się w Art Institute of Chicago (drzeworyt górny 10,8 × 14,8 cm; drzeworyt dolny 10,6 × 14,8 cm).
Działalność drugiego Monogramisty M.S. datowana jest na rok 1557. Jego styl przyrównywany jest do Augustina Hirschvogela, reprezentanta szkoły naddunajskiej, który aktywny był w Norymberdze w 1530 roku, a w 1540 zamieszkał w Wiedniu. Monogramista M.S. był jego naśladowcą. W J. Paul Getty Museum w Los Angeles znajduje się jego grafika pt. Sokolnik na tle krajobrazu (15,1 × 21 cm).
Trzeci Monogramista M.S. pochodził z Alzacji i aktywny był na początku XVI wieku, ok. 1515 roku. 
Courtauld Institute of Art wyróżnia jeszcze Monogramistę M.S. pochodzącego z Węgier i aktywnego około roku 1506.